# Российская академия космонавтики имени К. Э. Циолковского
Межрегиональная общественная организация «Российская академия космонавтики имени К. Э. Циолковского» — негосударственная научно-общественная организация Российской Федерации в области космонавтики.
Основана 28 марта 1991 г. В настоящее время Академия имеет официальное наименование «Межрегиональная общественная организация „Российская академия космонавтики имени К. Э. Циолковского“».

## Основные цели и задачи академии
Академия в своём уставе декларирует множество целей, связанных с исследованиями и развитием в области космонавтики.

## Сотрудники
Работу Академии космонавтики СССР им. К. Э. Циолковского возглавляют Президент и Президиум. Текущую работу осуществляет Бюро Президиума, в состав которого входят Президент, первые вице-президенты и вице-президенты по направлениям, руководители наиболее крупных структур и служб.

### Президенты Академии
- Урсул А. Д. (с 1991 г. — 1997 гг.),
- Уткин В. Ф. (1997 г. — февраль 2000 г.),
- Сенкевич В. П. (февраль 2000 г. — май 2005 г.),
- Лукьященко В. И. (май 2005 г. — октябрь 2005 г.)
- Коротеев А. С. (октябрь 2005 г. — ноябрь 2011 г.)[5]
- Бармин И. В. (ноябрь 2011 г. — по настоящее время).[6]

### Почётные президенты Академии
- Бармин В. П. (1991—1993 гг.),
- Яшин Ю. А. (с 1993 г.),
- Урсул А. Д. (с 1997 г.),
- Коптев Ю. Н. (с 2002 г.).

### Главный советник Президента Академии
- Мещеряков И. В. (1992—2012 гг.)

### Главные учёные секретари Академии
- Мельников Л. Н. (1991—1992 гг.),
- Бобырев И. Т. (1992—1997 гг.),
- Никулин А. М. (1997—2006 гг.)
- Бодин Б. В. (с октября 2006 по апрель 2007 г.)
- Тюкалов Ю.П. ( 2010 - 2018 гг.)
- Бирюков В.Г. (2018 - 2024 гг.)

### Члены
- Мельников Владмир Павлович
- Железняков А. Б.[7]
- Андрей Ионин[8]
- Ванин Сергей Сергеевич (первый заместитель министра министерства общего машиностроения)
- Владимир Слободчиков, доктор технических наук, директор «КБточмаш»[9]

## История
В начале 90х годов в среде учёных, специалистов, космонавтов, руководителей предприятий космической промышленности сформировалась идея создания общегосударственной общественной научной организации по тематическим направлениям, охватывающим комплекс науки и практики, связанных с космонавтикой. Эта идея была в целом сформулирована осенью 1990 года членами Организационного комитета ежегодных научных чтений им. К. Э. Циолковского, которые с тех пор приложили много усилий для реализации этого замысла. Инициаторами создания Академии выступили Ф. П. Космолинский, Б. Н. Кантемиров, В. П. Сенкевич, А. Д. Урсул, А. М. Никулин, а затем и многие другие известные специалисты.
В октябре 1990 года членами инициативной группы Ф. П. Космолинским и В. П. Сенкевичем был разработан основополагающий документ «Предложения по созданию Академии космонавтики СССР» и дополнение к нему «Предложения по Уставу Академии». Большую организационную работу по учреждению и регистрации Академии провёл А. Д. Урсул, избранный её первым Президентом. 28 марта 1991 г. в Московском планетарии состоялось Учредительное собрание Академии. Затем были сформированы основные направления её деятельности, структура и первоначальный состав в виде тематических отделений, объединённых в направления, возглавляемые вице-президентами.
В период с 1991 по настоящее время Академия организовывала и участвовала в проведении НИР И ОКР, в разработке космической программы. исследовании фундаментальных и прикладных проблем космонавтики. Важным участком деятельности Академии становится проведение независимой научно-технической экспертизы перспективных научно-технических проектов и программ, гуманитарно- философских и исторических исследований, выполнение пропагандистских работ в области космонавтики, организация и участие в проведении международных и национальных конференций, симпозиумов, научных чтений, выставок, конкурсов среди различных групп учёных.
30 марта 1999 года на Общем собрании Академии утверждены изменения и дополнения в её Устав.
25 апреля 2006 года на Конференции Академии вновь с целью приведения в соответствие с действующим Законодательством учредительных документов Академии были утверждены соответствующие изменения и дополнения. 16 июля 1999 г. академии космонавтики им. К. Э. Циолковского присвоено наименование «Российская».